# 民事罪行
民事罪行（英語：civil offence）是英國軍法術語，指由英格蘭法律訂定的可予懲處的作為或不作為。
將民事過失稱為民事罪行為誤稱。